# سوریمونو

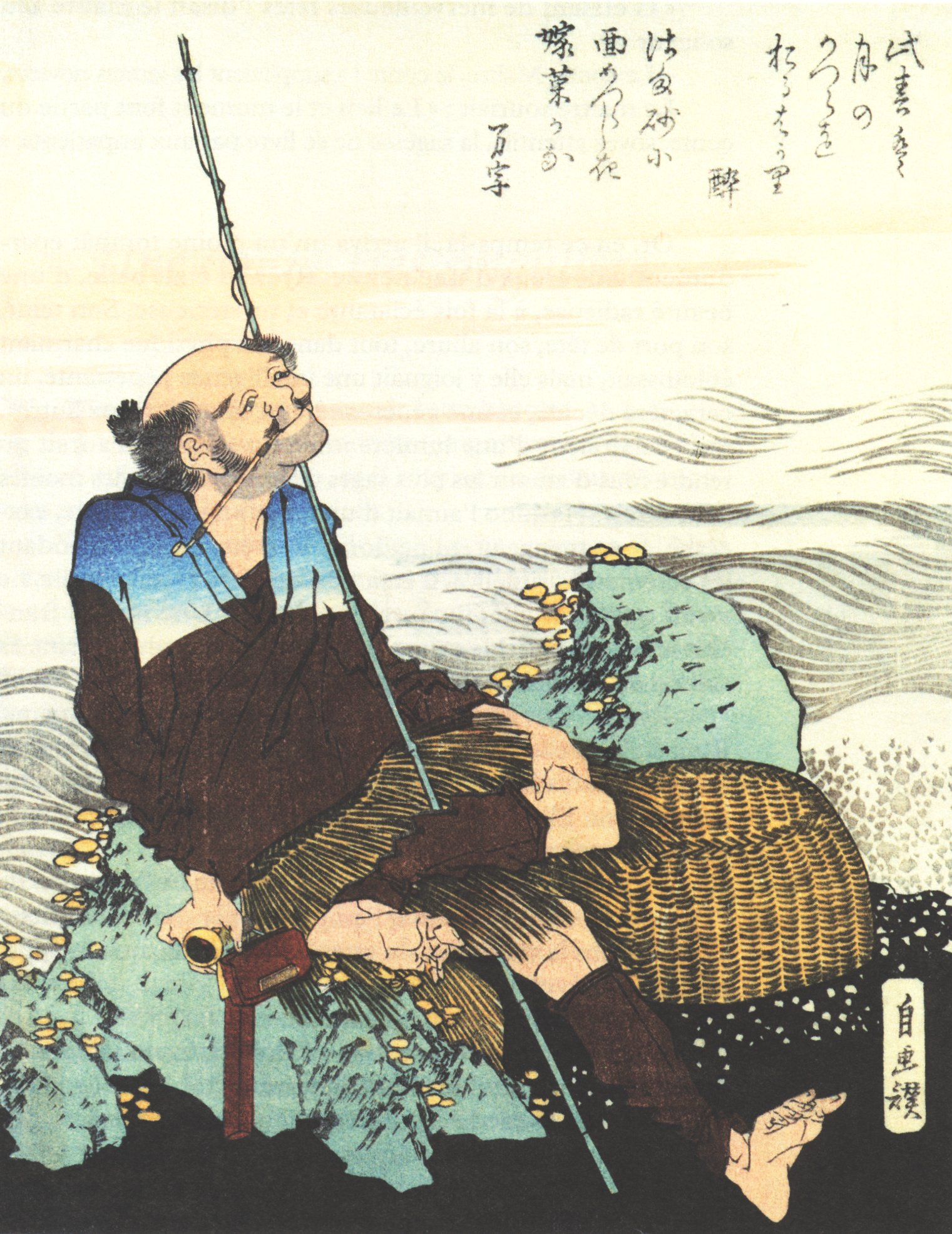
یک سوریمونو اثر کاتسوشیکا هوکوسائی

سوریمونو (به ژاپنی: 摺物 Surimono) یک سبک از چاپ‌نقش چوبی ژاپنی است. آنها به صورت خصوصی برای موارد خاص مانند سال نوی ژاپنی سفارش داده می‌شدند.